# Мори Наритоси
Мори Наритоси (яп. 【森成利】, もりなりとし; 1565 —21 июня 1582)) — японский политический и военный деятель, самурай. Вассал дома Ода, паж и фаворит Оды Нобунаги. Сын Мори Ёсинари. Служил с 13 лет секретарём и помощником Нобунаги. В 1580 году прошел церемонию совершеннолетия. В 1581 году получил надел в провинции Оми, а 1582 году — замок Канеяма в провинции Мино. Погиб вместе с братьями во время инцидента в монастыре Хонно (Киото), защищая Нобунагу. Символ самурайской верности, преданности и благодарности хозяину. Прозвище — Ран (【乱】, らん). Распространившееся в поздней исторической литературе и искусстве детское имя — Ран-мару (【蘭丸】, らんまる).

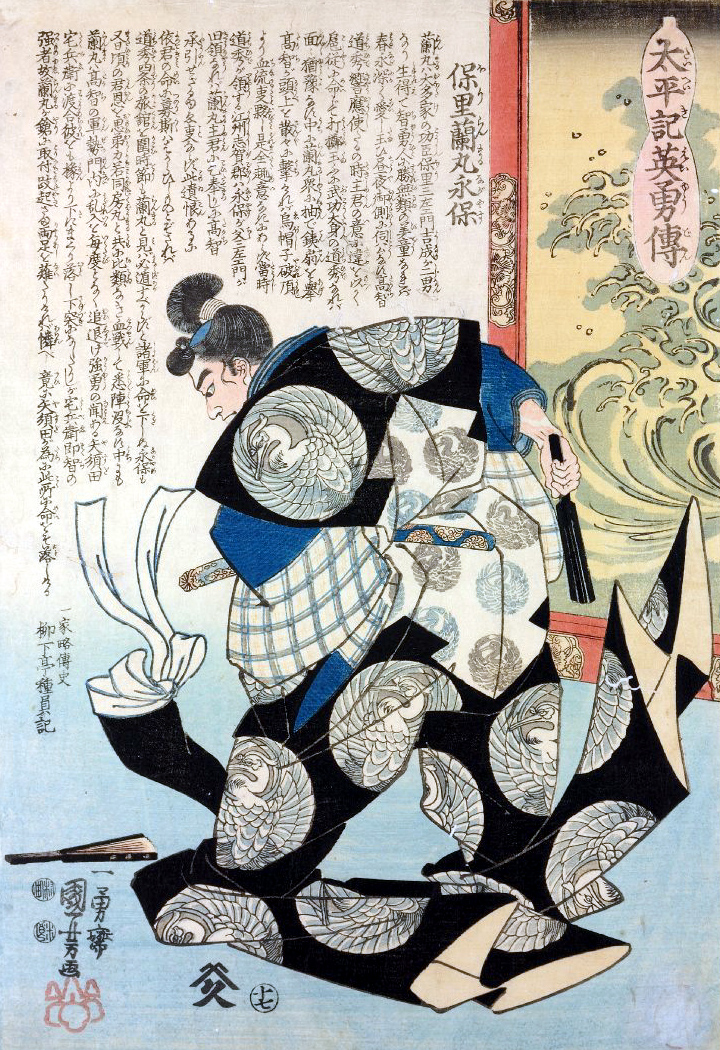
Мори Ран-мару (1850)
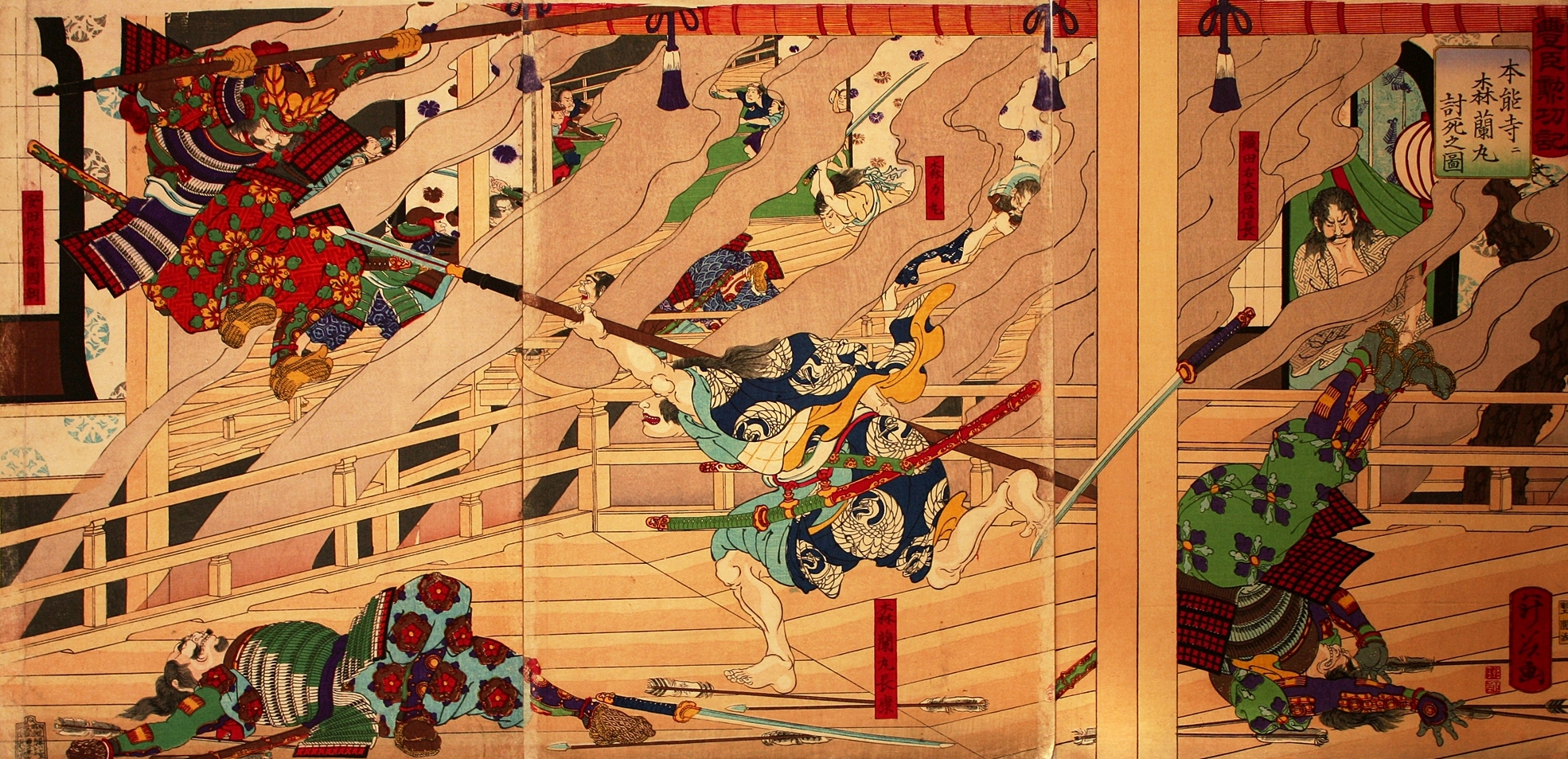
Гибель Ран-мару (1886)
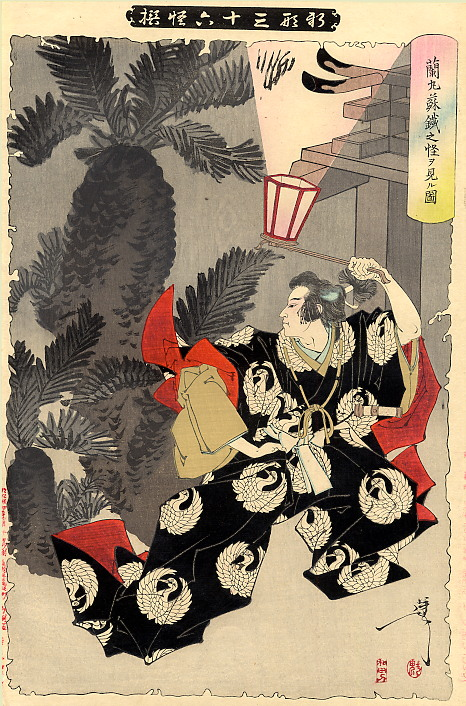
Мори Ран-мару (1891)
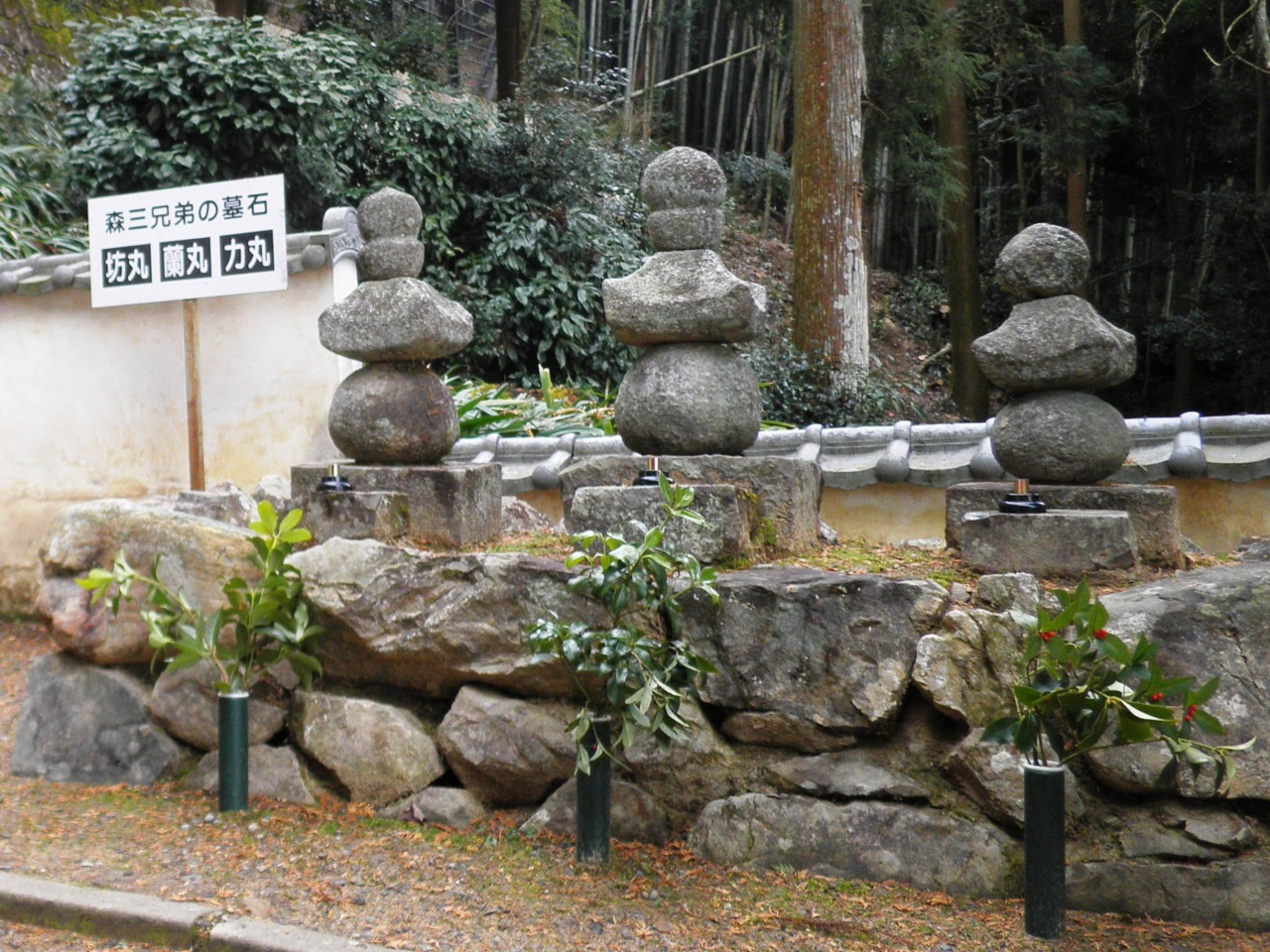
Могилы Наритоси и братьев